# Oktaazakuban
Oktaazakuban /ˌɒktəˌeɪzəˈkjuːbeɪn/ je hipotetički eksplozivni alotrop azota sa formulom N8, čiji molekuli imaju osam atoma azoma raspoređenih u kocku. (Poređenja radi, azot se obično javlja kao dvoatomski molekul N2.) Može se smatrati klasterom kubanskog tipa, gde su svih osam uglova atomi azota povezani duž ivica. Predviđeno je da je to metastabilan molekul, u kome uprkos termodinamičkoj nestabilnosti izazvanoj deformacijom veze i visokoj energiji jednostrukih N–N veza, molekul ostaje kinetički stabilan zbog orbitalne simetrije.
Oktaazakuban je takođe i hemijsko jedinjenje, koje ima molekulsku masu od 112,054 .

## Eksploziv i gorivo
Predviđeno je da oktaazakuban ima gustinu energije (pod pretpostavkom razlaganja u N2) od 22,9 MJ/kg, što je preko 5 puta više od standardne vrednosti TNT-a. Stoga je predložen (zajedno sa drugim egzotičnim alotropima azota) kao eksploziv i kao komponenta raketnog goriva visokih performansi. Predviđa se da će njegova brzina detonacije biti 15.000 m/s, što je (48,5%) više od oktanitrokubana, najbržeg poznatog nenuklearnog eksploziva.
Predviđanje za kubnu gustinu energije azota u gaucheu je 33 MJ/kg, što premašuje oktaazakuban za 44%, iako je novije 10,22 MJ/kg, što ga čini manjim od polovine oktaazakubana.

## Osobine
| Osobina                  | Vrednost |
| ------------------------ | -------- |
| Broj akceptora vodonika  | 8        |
| Broj donora vodonika     | 0        |
| Broj rotacionih veza     | 0        |
| Particioni koeficijent ( | 0,0      |
| Rastvorljivost (logS, log(mol/L))       | 10,0     |
| Polarna površina (PSA, Å2)  | 25,9     |

## Literatura
- Holleman A. F.; Wiberg E. (2001). Inorganic Chemistry (1st изд.). San Diego: Academic Press. ISBN 0-12-352651-5.
- Housecroft, C. E.; Sharpe, A. G. (2008). Inorganic Chemistry (3. изд.). Prentice Hall. ISBN 978-0-13-175553-6.